# Reperowa sieć monitoringu
Reperowa sieć monitoringu – zestaw punktów pomiarowo-kontrolnych na jednolitych częściach wód powierzchniowych wytypowanych jako reprezentatywne dla Polski w celu monitorowania ich jakości. Monitoring w punktach reperowych jest prowadzony częściej niż w pozostałych punktach.
Punkty reperowe początkowo ustanowione były na jeziorach poddanych małej antropopresji, tworząc sieć monitoringu krajowego, obok sieci monitoringu regionalnego. Taki wybór pozwalał na badanie bliskich naturalnym zmian ich jakości. W 2006 roku zmieniono podejście i dodano kolejne jeziora, tak aby w sieci znalazły się zbiorniki reprezentujące najpowszechniejsze w Polsce typy jezior i poddane typowej presji. Wówczas również z sieci usunięto punkt na jeziorze Łękuk. Docelowo sieć punktów reperowych służyć ma określaniu długotrwałych trendów ich stanu ekologicznego – tak naturalnych, jak i wynikających z działalności ludzkiej.
W Programie Państwowego Monitoringu Środowiska na rok 2006 przewidziano 20 punktów reperowych na rzekach, z częstotliwością badania raz na dwa tygodnie (dwa razy większą niż w pozostałych punktach rzecznych) i 10 na jeziorach z częstotliwością 6-8 razy w sezonie wegetacyjnym (3-4 razy większą niż w pozostałych punktach jeziornych). W następnych latach program dotyczący rzek był podobny, podczas gdy dotychczasowe jeziora reperowe weszły w skład zestawu 23 jezior referencyjnych. Wiązało się to z częstszym powtarzaniem badań monitoringowych w okresie programu. W systemie z roku 2016 przynajmniej niektóre badania monitoringowe w punktach reperowych wykonywane są corocznie, podczas gdy w pozostałych punktach raz na trzy lata w monitoringu operacyjnym lub sześć lat w monitoringu diagnostycznym.
W 2016 roku do sieci punktów reperowych należały następujące punkty pomiarowo-kontrolne:
- rzeki

1. Wisła – w górę od Krakowa
2. Wisła – Warszawa
3. Bug – Wyszków
4. Narew – Pułtusk
5. Wisła – Kiezmark
6. Odra – Chałupki
7. Odra – Wrocław
8. Nysa Łużycka – Gubin
9. Warta – Poznań
10. Odra – Krajnik Dolny
11. Ina – Goleniów
12. Rega – Trzebiatów
13. Parsęta – Bardy (Gościnki)
14. Wieprza – Stary Kraków
15. Grabowa – Grabowo
16. Słupia – Charnowo
17. Łupawa – Smołdzino
18. Łeba – Cecenowo
19. Reda – Wejherowo
20. Pasłęka – Nowa Pasłęka

- jeziora

1. Wielkie Dąbie
2. Morzycko
3. Jezioro Sumińskie
4. Jasień Południowy
5. Jasień Północny
6. Jezioro Płaskie
7. Wukśniki
8. Jezioro Mikołajskie
9. Jegocin
10. Jezioro Kortowskie
11. Jezioro Długie Wigierskie
12. Gremzdel
13. Tarnowskie Wielkie
14. Jezioro Głębokie
15. Mąkolno
16. Jezioro Śremskie
17. Krępsko Długie
18. Jezioro Borzymowskie
19. Jezioro Chełmżyńskie
20. Stelchno
21. Jezioro Białe
22. Jezioro Białe Włodawskie

- zbiorniki zaporowe

1. Jezioro Włocławskie
2. Jezioro Zegrzyńskie
3. Jezioro Goczałkowickie
4. Jezioro Czorsztyńskie
5. Jeziorsko
6. Jezioro Nyskie